# Sarnów (przystanek kolejowy)
Sarnów – przystanek kolejowy w Sarnowie, w woj. lubelskim, w Polsce. Codziennie obsługuje on połączenia: Łuków – Dęblin, Dęblin – Łuków.

## Ruch pasażerski
| Rok  | Wymiana pasażerska na dobę |
| ---- | -------------------------- |
| 2017 | 20-49                      |
| 2022 | 20-49                      |